# BV De Graafschap in het seizoen 1960/61
Het seizoen 1960/1961 was het zevende jaar in het bestaan van de Doetinchemse betaaldvoetbalclub De Graafschap. De club kwam uit in de Tweede divisie en eindigde daarin op de 11e plaats. Tevens deed de club mee aan het toernooi om de KNVB beker, hierin werd de club in de groepsfase uitgeschakeld.

## Wedstrijdstatistieken

### Tweede divisie
|       | Baronie | Haarlem | Hilversum | LONGA | N.E.C. | Oldenzaal | PEC   | Rigtersbleek | Roda Sport | Tubantia | UVS   | De Valk | Velox | Wilhelmina | Zeist | Zwartemeer | Zwolsche Boys |
| ----- | ------- | ------- | --------- | ----- | ------ | --------- | ----- | ------------ | ---------- | -------- | ----- | ------- | ----- | ---------- | ----- | ---------- | ------------- |
| Thuis | 3 – 3   | 1 – 2   | 1 – 3     | 1 – 2 | 1 – 6  | 1 – 1     | 1 – 1 | 5 – 0        | 1 – 0      | 4 – 2    | 4 – 2 | 4 – 0   | 1 – 2 | 2 – 2      | 3 – 3 | 0 – 5      | 0 – 0         |
| Uit   | 1 – 0   | 1 – 2   | 4 – 0     | 3 – 3 | 0 – 1  | 3 – 1     | 2 – 1 | 1 – 1        | 1 – 0      | 0 – 3    | 3 – 2 | 1 – 3   | 2 – 0 | 4 – 3      | 0 – 2 | 1 – 1      | 0 – 2         |

### KNVB beker
| Groepsfase                                        | Heracles                                                                              | 5 – 1 (3 – 1) | De Graafschap                                            |
| 14 augustus 1960 Plaats: Almelo Bornsestraat      | Roel Greving 2', –' (pen.), –' Joop Schuman 33', 34'                                  |               | Ap Bosveld                                               |
| Groepsfase                                        | De Graafschap                                                                         | 4 – 2 (2 – 1) | DVC '26                                                  |
| 17 augustus 1960 Plaats: Doetinchem De Vijverberg | Gerrit Kluin 35', 47' Gerrit Bosveld 82' Harry Jansen 88'                             |               | 70' Som 75' Driessen                                     |
| Groepsfase                                        | DOS                                                                                   | 8 – 1 ( 4– 1) | De Graafschap                                            |
| 18 september 1960 Plaats: Utrecht Galgenwaard     | Gerard van Wiggen 4', 39', –' János Hanek 30' Tonny van der Linden 36', 70', 77', 82' |               | 18' Willem Weijkamp                                      |
| Groepsfase                                        | De Graafschap                                                                         | 3 – 3 (1 – 2) | Vitesse                                                  |
| 30 oktober 1960 Plaats: Doetinchem De Vijverberg  | Gerrie Went Willem Weijkamp Paul Vet                                                  |               | 1' Paul Koevoet 5' Toon Huiberts 89' Evert van der Horst |

## Statistieken De Graafschap 1960/1961

### Eindstand De Graafschap in de Nederlandse Tweede divisie 1960 / 1961
| Stand | Gespeeld | Gewonnen | Gelijk | Verloren | Punten | Doelpunten voor | Doelpunten tegen |
| ----- | -------- | -------- | ------ | -------- | ------ | --------------- | ---------------- |
| 11e   | 34       | 11       | 9      | 14       | 31     | 58              | 61               |

### Topscorers
| #              | Naam                     | Goal |
| -------------- | ------------------------ | ---- |
| 1.             | Ap Bosveld               | 9    |
| 1.             | Theo Huls                | 9    |
| 3.             | Paul Vet                 | 7    |
| 4.             | Hennie Oonk              | 6    |
| 4.             | Harry Jansen             | 6    |
| 6.             | Jan Roes                 | 4    |
| 6.             | Gerrie Went              | 4    |
| 6.             | Willem Weijkamp          | 4    |
| 9.             | Leo Bosklopper           | 3    |
| 9.             | Wim van de Schuur        | 3    |
| 11.            | Gerrit de Bruin          | 1    |
| 11.            | Frits Paule              | 1    |
| Eigen doelpunt |                          |      |
| –              | Wilhelm Canword (N.E.C.) | 1    |
| Totaal         | Totaal                   | 58   |

| #      | Naam            | Goal |
| ------ | --------------- | ---- |
| 1.     | Gerrit Kluin    | 2    |
| 1.     | Willem Weijkamp | 2    |
| 3.     | Ap Bosveld      | 1    |
| 3.     | Gerrit Bosveld  | 1    |
| 3.     | Harry Jansen    | 1    |
| 3.     | Paul Vet        | 1    |
| 3.     | Gerrie Went     | 1    |
| Totaal | Totaal          | 9    |

## Voetnoten
Baronie · De Graafschap · Haarlem · Hilversum · LONGA · N.E.C. · Oldenzaal · PEC · Rigtersbleek · Roda Sport · Tubantia · UVS · De Valk · Velox · Wilhelmina · Zeist · Zwartemeer · Zwolsche Boys